# Electrolite
Pour l’article homonyme, voir Électrolyte.
Singles de R.E.M.
Bittersweet Me
(1996) How the West Was Won and Where It Got Us
(1997)
Pistes de New Adventures in Hi-Fi
Low Desert
Electrolite est une chanson du groupe de rock alternatif R.E.M., sortie en tant que troisième single de leur dixième album studio New Adventures in Hi-Fi en décembre 1996 au Royaume-Uni et le 2 février 1997 aux États-Unis. La chanson est une ballade jouée au piano pour les icônes d'Hollywood à Los Angeles et la fin du XXe siècle. 
Au départ, Michael Stipe s'est opposé à l'inclusion de la chanson dans l'album mais Peter Buck et Mike Mills voulait l'ajouter. Elle est à présent devenue l'une de ses chansons de R.E.M. préférée, à l'instar de Thom Yorke.
Le clip, réalisé par Peter Care et Spike Jonze, « contient des buggies, des costumes fous et des rennes en caoutchouc »,.

## Composition et paroles
La composition de piano pour la chanson a été à l'origine écrite par Mike Mills dans son appartement avant de la faire partager au groupe. Les paroles ont été écrites par Michael Stipe pendant la période de deux ans où il vivait à Santa Monica et qu'il regardait les gens sur Mulholland Drive Pendant un concert à Atlanta en Géorgie, le 21 juin 2008, Michael Stipe a mentionné qu'il s'était inspiré du séisme de Northridge de 1994 pour écrire la chanson. Il a raconté au public que la maison dans laquelle il vivait avait été sérieusement endommagée et il a remonté Mulholland Drive et regardé les lumières de la ville la nuit.
Comme toutes les chansons de New Adventures in Hi-Fi, cette chanson a été enregistrée pendant la tournée de promotion de l'album Monster. Elle a été enregistrée par Joe O'Herlihy, Scott Litt et Jo Ravitch pendant un test de son avant leur show du 4 novembre 1995 à Phoenix dans l'Arizona au Desert Sky Pavillon. 
En juin 2006, le site web du Los Angeles Times contenait un article sur Mulholland Drive incluant des extraits d'un essai que Michael Stipe avait écrit à propos de l'autoroute longue de 88,5 km :
« Mulholland représente pour moi le poste d'observation d'en haut emblématique surplombant L.A. et la vallée, la nuit, quand toutes les lumières étincellent et la ville ressemble, comme cela le fait d'un avion, à une couverture de belles lumières toutes chatoyantes et compactes. Je voulais vraiment écrire une chanson d'adieu au XXe siècle.

"XXe siècle va dormir.
Vraiment profondément.
Nous ne cillerons pas."
Et nulle part ne semblait un endroit plus parfait que cette ville qui a traversé par elle-même le XXe siècle, mais regardant toujours en arrière et conduite par des idées d'un futur meilleur, à n'importe quel prix.
Los Angeles.
Je cite trois des plus grandes légendes de cette ville à unique industrie, comme l'on aime se référer à elle. Dans l'ordre : James Dean, Steve McQueen, Martin Sheen. Tous des icônes, tous représentant des aspects de masculinité - une composante clé de l'idéologie du XXe siècle. C'est un « tu me pousses - je te tire » de la culture dominant au milieu du siècle les idées de la société, butant contre et dans une grande lutte à la corde avec le modernisme/la renaissance/l'épiphanie/le futurisme, anéantissant tout ce qui était avant pour être remplacé par quelque chose "de mieux", plus civilisé, plus tolérant, juste, ouvert etc. [voir Ronald Reagan, Soleil vert, Blade Runner, les débats gouvernementaux actuels].
La "profondeur réelle" dans les paroles est, bien sûr, l'autodérision pour essayer, dans une chanson pop, de communiquer n'importe quel niveau de profondeur ou de perspicacité réelle.
Mulholland est l'endroit dans le cinéma où vous avez une distance, et un respect, de la ville construite sur les rêves et la fantaisie. Assez loin pour ne pas la sentir mais pour s'émerveiller de son intensité et de son audace pure. C'est plutôt génial.

Le titre de la chanson vient d'avoir volé vers L.A. et/ou l'avoir vue de haut et de sa ressemblance à une couverture d'étoiles ou de ces créatures de mer bizarres qui s'illuminent quand vous agitez l'eau. Comment j'ai pu sortir "Electrolite" de cela je ne sais pas, je n'arrive toujours pas à trouver le mot que je voulais, mais c'est en fait appelé "phosphorescence" ou "bioluminescence". J'ai pensé que c'était "électro-" quelque chose, alors j'ai juste ajouté light/lyte, lui donnant le "lite" moderne du langage à la mode. »
— Michael Stipe
Notes
1. ↑  Light : lumière.

Pendant une performance à VH1 Storytellers, Michael Stipe a introduit la chanson en disant :
« 
J'avais un dentiste à Los Angeles, qui était également le dentiste de Martin Sheen, et Martin Sheen était sur le fauteuil, se faisant forer sa dent à la fraise, quand je suis venu et que je lui ai dit, "Nous avans un enregistrement qui va sortir dans quelques semaines et tu es mentionné dans une des chansons, et je veux juste que tu saches qu'elle t'honore ; je ne veux pas que tu penses que je me fous de toi." Et il a dit [impression de Sheen parlant avec le dentiste travaillant dans sa bouche] "Merci beaucoup !" Il a été très sympa avec ça,. »
— Michael Stipe

## Liste des pistes
Toutes les chansons sont écrites par Bill Berry, Peter Buck, Mike Mills et Michael Stipe.
1. Electrolite – 4:05
2. The Wake-Up Bomb (Live) – 5:07
3. Binky the Doormat (Live) – 5:01
4. King of Comedy (remix de 808 State) – 5:36

Les pistes live ont été enregistrées au Omni Coliseum à Atlanta en Géorgie le 18 novembre 1995, pendant le tournage live de Road Movie.
| Zone        | Date           | Label        | Format             | Catalogue   |
| ----------- | -------------- | ------------ | ------------------ | ----------- |
| Allemagne   | Décembre 1996  | Warner Bros. | Maxi-CD            | W0383CD     |
| Royaume-Uni | Décembre 1996  | Warner Bros. | Promo one-track CD | W0383CDDJ   |
| Royaume-Uni | Décembre 1996  | Warner Bros. | Promo 7" record    | ?           |
| Royaume-Uni | Décembre 1996  | Warner Bros. | Maxi-CD            | W0383CDX    |
| États-Unis  | 4 février 1997 | Warner Bros. | Promo one-track CD | PRO-CD-8575 |
| États-Unis  | 4 février 1997 | Warner Bros. | 7" record          | 7-17446     |
| États-Unis  | 4 février 1997 | Warner Bros. | Maxi-CD            | 9 43810-2   |
| États-Unis  | 4 février 1997 | Warner Bros. | 12" record         | 9 43810-0   |
| États-Unis  | 4 février 1997 | Warner Bros. | Cassette           | 9 17445-4   |
| Australie   | Février 1997   | Warner Bros. | Maxi-CD            | 5439174464  |
| Australie   | Février 1997   | Warner Bros. | Cassette           | 5439174464  |
| Japon       | Février 1997   | Warner Bros. | Maxi-CD            | WPCR 966    |
| Japon       | Octobre 1998   | Warner Bros. | Maxi-CD            | WPCR-2182   |
| États-Unis  | Février 1999   | Warner Bros. | Two-track CD       | 9 17446-2   |

La chanson est également sortie sur la compilation de R.E.M. In Time. Le clip apparaît sur le DVD In View - qui accompagne la compilation In Time et qui contient les meilleures vidéos du groupe entre 1988 et 2003.
La première publique de la chanson a été jouée par Mike Mills et Michael Stipe le 8 juin 1997 à New York pour le Tibetan Freedom Concert et donc sorti sur l'album de ce concert. Une autre version enregistrée le 27 octobre 1998 pour Later with Jools Holland : R.E.M. special, une émission de la BBC à Londres est sortie en tant que face B de Suspicion avec un enregistrement de Man on the Moon de la même performance. La performance du 19 juin 2003 est également parue sur le DVD Perfect Square. Une version live en studio aux Clinton Studios à New York le 7 octobre 2003 est présente sur le disque promotionnel A Joyful Noise – In Time with R.E.M. ; la promo inclut plusieurs autres chansons de la même session d'enregistrement. La performance de 2005 pour les répétitions du concert de Dublin est sortir sur l'album Live at The Olympia et leur performance de 2008 de Austin City Limits apparaît sur R.E.M. Live from Austin, TX.
| Zone      | Date      | Label        | Format  | Catalogue    |
| --------- | --------- | ------------ | ------- | ------------ |
| Allemagne | Juin 1999 | Warner Bros. | Maxi-CD | 9362-44717-2 |

| Zone       | Date | Label        | Format         | Catalogue     |
| ---------- | ---- | ------------ | -------------- | ------------- |
| États-Unis | 2003 | Warner Bros. | Promotional CD | PRO-CD-101236 |

## Charts
| Chart                  | Meilleure position |
| ---------------------- | ------------------ |
| Charts canadiens       | 24                 |
| Charts finlandais      | 20                 |
| Charts hollandais      | 92                 |
| Charts anglais         | 29                 |
| U.S. Billboard Hot 100 | 96                 |

## Personnel
Electrolite :
- Bill Berry – batterie, percussion
- Peter Buck – banjo, guitare
- Andy Carlson – violon
- Nathan December – güiro
- Mike Mills – piano, guitare basse
- Michael Stipe – chant

The Wake-Up Bomb (live) :
- Bill Berry – batterie
- Peter Buck – guitare
- Nathan December – guitare
- Scott McCaughey – guitare, clavier
- Mike Mills – guitare basse, chant
- Michael Stipe – chant

Binky the Doormat (live) :
- Bill Berry – batterie
- Peter Buck – guitare
- Nathan December – guitare
- Scott McCaughey – guitare, clavier
- Mike Mills – guitare basse, chant
- Michael Stipe – chant

King of Comedy (808 State Remix) :
- Bill Berry – batterie
- Peter Buck – guitare
- Sally Dworski – chœurs
- Mike Mills – guitare bassee, chant
- Michael Stipe – chant

### Versions live
8 juin 1997, New York :
- Mike Mills – boîte à rythmes, piano
- Michael Stipe – chant

27 octobre 1998, Londres :
- Peter Buck – guitar
- Scott McCaughey – clavier
- Mike Mills – piano
- Michael Stipe – chant
- Ken Stringfellow – guitare basse
- Joey Waronker – batterie, percussion

19 juillet 2003, Wiesbaden :
- Peter Buck – banjo
- Scott McCaughey – guitare
- Mike Mills – piano
- Bill Rieflin – batterie
- Michael Stipe – chant
- Ken Stringfellow – guitare basse

7 octobre 2003, New York :
- Peter Buck – guitare
- Scott McCaughey – clavier
- Mike Mills – piano
- Bill Rieflin – batterie, percussion
- Michael Stipe – chant
- Ken Stringfellow – banjo

30 juin – 5 juillet 2007, Dublin :
- Peter Buck – guitare
- Scott McCaughey – clavier
- Mike Mills – piano
- Bill Rieflin – batterie, percussion
- Michael Stipe – chant

13 mars 2008, Austin :
- Peter Buck – guitare
- Scott McCaughey – clavier
- Mike Mills – piano
- Bill Rieflin – batterie, percussion
- Michael Stipe – chant

## Représentations et reprises
La chanson a été utilisée dans la série télévisée I Remember Chloe en 2007.
Radiohead a repris quelques lignes de la chanson pendant un concert à Los Angeles le 24 août 2008.